# Fernando Pimenta
Fernando Ismael Fernandes Pimenta GOIH • GOM • GOIP (Ponte de Lima, 13 de agosto de 1989) é um canoísta português. É um dos cinco portugueses com duas medalhas olímpicas. Actualmente integra o Projecto Olímpico do Sport Lisboa e Benfica.

## Carreira
Foi vencedor da medalha de prata no evento K-2 1000 m na Olimpíada de Londres 2012 juntamente com Emanuel Silva. Na edição de Tóquio 2020, conseguiu a medalha de bronze na categoria K-1 1000m.
A 27 de agosto de 2017, sagra-se campeão do mundo em K1 5000 na República Checa ao terminar a prova em 20:46.907 (no dia anterior, já tinha conquistado a medalha de prata em K1 1000 metros). A 27 de Setembro de 2020, durante a Taça do Mundo de Szeged, Fernando Pimenta conseguiu a sua 100ª medalha em competições internacionais.

### Condecorações
- Grau de Grande-Oficial da Ordem do Infante D. Henrique (27 de maio de 2015)[4]
- Grau de Comendador da Ordem do Mérito (10 de julho de 2016)[4]
- Grau de Grande-Oficial da Ordem do Mérito (26 de agosto de 2017)[4]
- Grau de Grande-Oficial da Ordem da Instrução Pública (12 de outubro de 2023)[4]